# Atef Maoua
Atef Maoua (in arabo عاطف ماوة‎?; Nabeul, 28 gennaio 1981) è un ex cestista tunisino.

## Carriera
Con la Tunisia ha disputato i Campionati mondiali del 2010 e sei edizioni dei Campionati africani (1999, 2001, 2003, 2005, 2007, 2009).